# 龍陽縣 (武陵)
龍陽縣。三國吳赤烏十一年（248年）分吳壽縣地置龍陽縣，縣治即今漢壽縣。晉屬荊州武陵郡。南朝宋屬郢州武陵郡；南齊因之；隋屬荆州武陵郡；唐屬山南道朗州。北宋大觀二年（1108年）改名辰陽縣，南宋紹興三年（1133年）復名龍陽縣，紹興五年（1135年）升為龍陽軍，移縣治於黃城砦。紹興三十年（1160年）降為龍陽縣，又移縣治於今漢壽縣城，屬常德府。元朝元貞元年（1295年）升為龍陽州，屬常德路。明洪武三年（1370年）復降為龍陽縣。明、清二朝屬常德府。民國二年改名漢壽縣。